# Mustafa Kamalak
Mustafa Kamalak (ur. 1 sierpnia 1948 w Kahramanmaraş) – turecki polityk, prawnik i nauczyciel akademicki, deputowany, w latach 2011–2016 przewodniczący Partii Szczęścia.

## Życiorys
Ukończył studia na wydziale nauk politycznych oraz na wydziale prawa Uniwersytetu w Ankarze. Uzyskał doktorat i profesurę. Podjął praktykę w zawodzie adwokata. Był współorganizatorem i dziekanem wydziału ekonomii i nauk administracyjnych na Sivas Cumhuriyet Üniversitesi.
W 1995 z ramienia Partii Dobrobytu Necmettina Erbakana uzyskał mandat deputowanego do Wielkiego Zgromadzenia Narodowego Turcji. Jego partia została rozwiązana decyzją Trybunału Konstytucyjnego, Mustafa Kamalak dołączył do Partii Cnoty. Jako jej kandydat w 1999 ponownie dostał się do parlamentu, w którym zasiadał do 2002. Również drugie z jego ugrupowań zdelegalizowano na mocy decyzji Trybunału Konstytucyjnego w 2001 – Mustafa Kamalak reprezentował swoją formację w tym postępowaniu. Został następnie członkiem Partii Szczęścia. W 2011, po śmierci Necmettina Erbakana, objął funkcję jej przewodniczącego. Ugrupowaniem tym kierował do 2016, kiedy to zastąpił go Temel Karamollaoğlu.